# Joaquín Nicolás Rincón
Joaquín Nicolás Rincón (nascut a Zufre, Huelva, i actiu durant el segle xviii), fou un prevere andalús.
Fou el segon director de la Biblioteca Pública Episcopal de Barcelona, nomenat de forma interina, en substitució de Fèlix Amat de Palou i Pont, entre el 8 d'agost de 1785 i el 28 de setembre d'aquell mateix any, segons: "En la Ciudad de Barcelona a los veinte y dos días del mes de Agosto de mil settencientes ochenta y cinco: compareció ante mi el infrascrito Excelentisimo el Señor Don Joaquin Nicolaz Rincon, y me hizo ostension de un decreto de S. S. Ilustrisima de ocho de este mismo Mes en el qual le hace Comision paraque se encargue de la Biblioteca Episcopal de esta Ciudad...". En efecte, el dia 22 d'agost de 1785, davant el notari Josep Antoni Serch, se li va fer entrega a Nicolás Rincón del Inventario que havia format Amat de Palou, juntament amb "diez sueldos con ocho dineros". Després del nomenament de Vicente Lobo Arjona y Marqués com a bibliotecari el 29 de setembre de 1785, seguí exercint el càrrec de forma interina fins al 5 de novembre de 1785, quan Lobo Arjona rebé el nomenament oficial de Gavino de Valladares y Mesía, i prengué possessió plena de la Biblioteca.
Fou canonge de les catedrals de Barcelona i Almeria. Entre el mes de setembre de 1795 i el 1802 consta com a prior i canonge a la Diòcesi d'Almeria.
Se sap també que el 1799 feu donació a la parròquia de la seva localitat d'una gasulla blanca brodada en seda, que havia estat propietat de Francisco Antonio Lorenzana, bisbe cardenal de Toledo, i també al bisbe de Barcelona Gavino de Valladares y Mejía.